# BB Berättelsen
BB Berättelsen är en låt och en singel från 2004 från Ken Rings och Tommy Tees album 2 legender utan penger. Låtarna är producerad av Tommy Tee.

## Låtförteckning
1. BB Berättelsen (album version)
2. BB Berättelsen (instrumental)
3. BB Gitta då
4. BB Berättelsen (video)